# Poulainville
Poulainville is een gemeente in het Franse departement Somme (regio Hauts-de-France) en telt 1371 inwoners (2004). De plaats maakt deel uit van het arrondissement Amiens.

## Geografie
De oppervlakte van Poulainville bedraagt 12,6 km², de bevolkingsdichtheid is 108,8 inwoners per km².
De onderstaande kaart toont de ligging van Poulainville met de belangrijkste infrastructuur en aangrenzende gemeenten.

## Demografie
Onderstaande figuur toont het verloop van het inwonertal (bron: INSEE-tellingen).